# 藤東知夏
藤東知夏（日语：／ Fujitō Chika，1985年7月16日—）是日本的女性配音員。隸屬Avex Planning & Development。身高152cm。血型AB型。

## 簡介
- 憧憬的聲優為坂本千夏及折笠富美子[1]。

## 演出作品

### 電視動畫
2009年
- K-ON!（真鍋和）

2010年
- K-ON!!（真鍋和）

2011年
- 罪惡王冠（梟）

2012年
- 光明之心 ～幸福的麵包～（塞米）
- 紙箱戰機W（雪）

2013年
- 花牌情緣2（觀眾）

2015年
- 小森拒不了！

2016年
- 房東妹子青春期（女性店員）
- 鬼斬（村娘B、裕子）
- 天真與閃電（園兒母、媽媽、母）
- 熊巫女（媽媽）

2018年
- 敦君與女朋友（莊櫻子）

### 劇場版動畫
2011年
- 電影 K-ON!（真鍋和）

### 遊戲
2010年
- K-ON!放課後LIVE!!（真鍋和）
- 魔力充電娘（背景腳色）

### 外國片配音
- 凶心仁術（黛安·尼遜）

### 旁白
- JSDA DANCE CUP2012 （エントリー方法紹介映像）
- JSDA ストリートダンス検定

### 電視演出
2011年
- 開運音樂堂（12月3日播放）

### 活動&演唱會
2009年
- K-ON! LIVE活動 ~Let's Go!~（12月30日．橫濱體育館）

2011年
- K-ON!! LIVE活動 ～Come with Me!!～（2月20日．埼玉超級體育館）
- Venus Voice GIG（10月16日．涉谷GUILTY）

2012年
- Venus Voice GIG Vol.2（10月21日．涉谷GUILTY）

2013年
- AniVoice PARTY 2013（2月16日．台灣台北市 Neo STUDIO）
- DreamCastTV presents 『オトノハ〜星明りの集い〜』（5月5日．四谷天窓 演出預定）

### 廣播
- Character Kitchen（2008年7月27日 - ）

### 音樂CD
- 「K-ON!」角色印象歌曲 真鍋和（2009年10月21日）
- 「K-ON!」角色印象歌曲 真鍋和（2011年1月19日）

## 外部連結
- （日語） ゜・*・。夏色ウサギ。・*・゜ （页面存档备份，存于）（BLOG）